# Willy Sanders
Willy Sanders (* 9. November 1934 in Nettetal) ist ein deutscher Germanist.

## Leben
Das Studium der Germanistik, Latinistik, Philosophie und Geschichte schloss er mit der Promotion am 23. Februar 1963 in Münster. Nach der Habilitation 1970 ebenda wurde er dort Dozent und außerplanmäßiger Professor an der Universität Münster. Von 1974 bis 1979 lehrte er als Professor für Deutsche Philologie an der Universität Kiel. Von 1979 bis 2000 lehrte er als Professor für Deutsche Philologie an der Universität Bern.

## Schriften (Auswahl)
- Linguistische Stilistik. Grundzüge der Stilanalyse sprachlicher Kommunikation. Vandenhoeck und Ruprecht, Göttingen 1977, ISBN 3-525-33417-6.
- Sachsensprache, Hansesprache, Plattdeutsch. Sprachgeschichtliche Grundzüge des Niederdeutschen. Vandenhoeck und Ruprecht, Göttingen 1982, ISBN 3-525-01213-6.
- Sprachkritikastereien und was der "Fachler" dazu sagt. Wiss. Buchgeschaft, Darmstadt 1992, ISBN 3-534-11690-9.
- Gutes Deutsch – besseres Deutsch. Praktische Stillehre der deutschen Gegenwartssprache. Wissenschaftliche Buchgesellschaft, Darmstadt 1996, ISBN 3-534-13269-6.
- Stilsalat und Wortgemenge. Eine Kritik der Sprachkritik. Wissenschaftliche Buchgesellschaft, Darmstadt 2011, ISBN 978-3-534-24057-9.